# Strahd von Zarovich
Hrabia Strahd von Zarovich – fikcyjna postać, która pierwotnie pojawiła się jako główny przeciwnik graczy w bardzo popularnej przygodzie do Advanced Dungeons and Dragons I6: Ravenloft. Później postać ta wraz ze swoim światem była rozwijana kolejnymi modułami, powieściami oraz całym settingiem o nazwie Ravenloft.

## Życiorys
Będąc człowiekiem szlachetnie urodzonym Strahd spędził większość swego życia starając się czynić dobro i postępować zgodnie z prawem, był także wojownikiem i dowódcą różnych armii. Lata spędzone na tej działalności odcisnęły jednak na nim swój ślad i gdy osiągnął wiek średni zrozumiał, iż w zasadzie zmarnował swe życie i swą młodość. W owym ponurym nastroju wyruszył na podbój krainy zwanej Barovią, podbił ją i przyjął tytuł tamtejszego lorda oraz zamieszkał na istniejącym tam już zamku znanym jako Ravenloft. Z owej bezpiecznej i zapewniającej władzę pozycji posłał po swego brata Sergeia. Jakiś czas po przybyciu jego brata Strahd zakochał się w młodej Baroviańskiej kobiecie, Tatyanie, ta jednak odrzuciła jego zaloty, gdyż pałała miłością do młodszego Sergeia. Przepełniony zazdrością i nienawiścią do brata Strahd postanowił magicznie wykraść młodość Sergeia i w ten sposób zdobyć dla siebie miłość Tatyany. Wypełniając „pakt ze śmiercią – pakt krwi” (ang. „a pact with death – pact of blood”) zamordował swego brata rankiem w dniu, w którym młoda para miała się pobrać. Następnie ścigał Tatyanę po zamku aż do momentu, w którym rzuciła się ona z murów Ravenloft. Sam Strahd został zastrzelony przez straż twierdzy. Nie umarł jednak, lecz stał się wampirem i zarazem władcą Barovii.

## Historia rozwoju
Sama przygoda toczy się wieki po owych tragicznych wydarzeniach, zaś w jej centrum znajduje się Ireena Kolyana, młoda Baroviańska kobieta oraz gracze, którzy starają się ją ocalić przed straszliwym losem, który spotkał inne kobiety od „diabła Strahda” (ang. „the devil Strahd”). Miejscem przygody nie jest tylko i wyłącznie zamek Ravenloft, ale także pobliska wioska Barovia oraz cygański obóz nad którym władzę sprawuje Madame Eva, która jest w swego rodzaju sojuszu z wampirem. W czasie trwania przygody gracze mają szansę poznać historię Strahda i zrozumieć, że Ireena jest reinkarnacją Tatyany. Strahd von Zarovich jest uważany za pierwszego naprawdę dobrze opracowanego przeciwnika, który pojawił się w systemie AD&D, potrafiącego w pełni zmieniać wydarzenia by te toczyły się po jego myśli.
Duża popularność Ravenloft sprawiła, iż został wydany sequel, I10: Ravenloft II: The House on Gryphon Hill (Tracey i Laura Hickman, TSR, 1985), kolejny raz stawiający Strahda von Zarovicha w roli głównego przeciwnika graczy. Mająca miejsce w cichym, nadbrzeżnym mieście Mordentshire przygoda opisuje konfrontację graczy z dwoma Strahdami – tym samym potwornym wampirem z Ravenloft (teraz opisywanym jako Kreatura) oraz jego bardzo ludzkim odpowiednikiem, znanym jako Alchemik.
Znacznie bardziej ambitna niż oryginał przygoda w Ravenloft II skupia się na próbie zrozumienia przez graczy prawdziwej natury wampirycznego zagrożenia dotykającego Mordentshire oraz na odkryciu przez nich sekretnej tożsamości Kreatury i zniszczenia jej. W przygodzie nie dodano nic do natury ani historii Strahda von Zarovicha, pojawiły się jednak po raz pierwszy niektóre mniej znaczące postacie ze świata Ravenloft (między innymi licz Azalin Rex).
Nie trudno zauważyć, iż obie przygody Ravenloft połączone razem tworzą wyraźną analogię do klasycznej powieści Brama Stokera – Drakula. Ravenloft ma miejsce w górzystej krainie zamieszkanej przez przesądnych chłopów i cyganów a tłem wydarzeń jest zamieszkany przez wampira gotycki zamek. Jest to „lustrzane odbicie” początkowych rozdziałów powieści Stokera, w których akcja ma miejsce w Transylwanii. Podobnie, Ravenloft II jest inspirowany Drakulą, w którym akcja przenosi się do Anglii – kopiuje nawet ważniejsze detale sielankowego Whitby.
Mimo że Ravenloft II nie zdobył tak dużej popularności jak oryginał, fenomen Ravenloft spowodował, że TSR postanowiło umieścić postać Strahda von Zarovicha w centrum ich nowej serii produktów wydanych w 1990 roku – Ravenloft: Realm of Terror – całego settingu opartego na temacie gotyckiego horroru znanego z Ravenloft.
W tym nowym settingu Strahd jest pierwszym i najlepiej znanym z mrocznych władców (ang. darklords) świata Ravenloft. Jest potężnym wampirem (mówiąc językiem mechaniki Dungeons & Dragons oznacza to, iż jest Starożytnym Wampirem mającym 400–499 lat). Jest także mistrzem-nekromantą, doskonałym wojownikiem i niekwestionowanym władcą swej domeny (ang. domain), Barovii.
Historia Strahda została przerobiona na potrzeby nowego settingu – stał się on mimowolnie wampirem, a była to konsekwencja „paktu” między nim a nieznaną istotą (Strahd utrzymuje, iż była to Śmierć, jednak jest to mało prawdopodobne). Obiecał on zabicie swego brata Sergeia, a w nagrodę miał jeszcze raz otrzymać szansę na zdobycie narzeczonej swego brata, Tatyany. Strahd zamordował Sergeia w dniu jego ślubu i wyznał miłość Tatyanie ta jednak przepełniona żalem uciekła od niego i rzuciła się z balkonu zamku Ravenloft. Niedługo po tym Mgły Ravenloftu wciągnęły Strahda na Półplan Grozy (ang. Demiplane of Dread).
Jego oficjalna „autobiografia” pojawiła się w dwóch powieściach P.N. Elroda – I Strahd, Memories of a Vampire oraz I, Strahd, the War Against Azalin.
Strahd rządził swą domeną dłużej niż którykolwiek z innych mrocznych władców i jego wiedza dotycząca funkcjonowania świata Ravenloft nie ma sobie równych. Gdy tylko Strahd życzy sobie, by granice jego domeny się zamknęły, trujące mgły unoszą się i duszą każdego, który próbowałby przez nie przejść. Są tylko dwie możliwości by uniknąć owej trującej mgły: odporność na trucizny (magia nie pomaga w tym wypadku, jednak stworzenia posiadające naturalną odporność jak żywiołaki, konstrukty i nieumarli nie muszą się obawiać) lub zaprzestanie prób ucieczki. Także Vistanie znają sekret sporządzania antidotum, które sprawia, iż pijący je staje się odporny na próby zamknięcia granic. Owa mgła spowija także całkowicie wioskę Barovia.
Przekleństwem Strahda jest to, że mimo bycia absolutnym władcą Barovii (może on nawet wchodzić do dowolnego prywatnego domu nieproszony, gdyż posiada je wszystkie) co pokolenie spotyka kobietę, która wydaje się mu być reinkarnacją Tatyany. Zawsze próbuje ją posiąść, jednak scena jego potępienia powtarza się kolejny raz – i owa kobieta niechybnie ginie.
Strahd jest prawdopodobnie najtrudniejszym do pokonania z wszystkich mrocznych władców. Jego mistrzostwo w nekromancji pozwoliło mu stworzyć „super-zombie” – potrafiących widzieć rzeczy niewidzialne, regenerujących się jak trolle i których części ciała kontynuują walkę nawet po odcięciu. Strahd kontrolował niegdyś także dwóch innych mrocznych władców – licza Azalina Rexa oraz mrocznego rycerza Lorda Sotha. Obu udało się wyrwać spod jego kontroli, jednak to, iż potrafił kontrolować takie istoty mówi wiele o jego potędze.
Gdy powstawał setting Ravenloft, wydarzenia z Ravenloft II zostały przedstawione tak, że Strahd był obecny i zarazem ukryty pod postacią ludzkiego alchemika oraz nie umarł w finale modułu.

## Powieści

### Ze Strahdem jako główną postacią
- I Strahd, Memories of a Vampire (1993) – P.N. Elrod (ISBN 0-517-16592-9)

Informacje jak Strahd stał się wampirem i jak powstał świat Ravenloft.
- I, Strahd: The War Against Azalin (Czerwiec 1998) – P.N. Elrod (ISBN 786907541)

Napisana w formie pamiętnika Strahda von Zarovicha w okresie wojen pomiędzy Barovią i Darkonem.

### W których pojawia się Strahd
- Wampir z Mgieł (Listopad 1991) – Christie Golden (ISBN 1-56076-155-5)

Pierwsza powieść ze świata Ravenloft pokazująca połączenie między Zapomnianymi Krainami i Ravenloft.
- Rycerz Czarnej Róży (Grudzień 1991) – James Lowder (ISBN 1-56076-156-3)

Przedstawia losy Lorda Sotha ze świata Dragonlance w świecie mgieł.